# Delegatie (staatsrecht)
Delegatie is in het Nederlandse staatsrecht het overdragen van een bestaande bevoegdheid door een orgaan dat krachtens attributie hiertoe bevoegd is aan een ander orgaan dat de bevoegdheid onder eigen verantwoordelijkheid gaat uitoefenen. Niet alleen de bevoegdheid, maar ook de verantwoordelijkheid wordt gedelegeerd. De wet wijst uit of delegatie is toegestaan, meestal door te spreken van het regelen van de bevoegdheid.
- de delegans is de instantie die de bevoegdheid delegeert
- de delegataris is de instantie die de bevoegdheid ontvangt

## Regelgeving
Meestal gaat het bij delegatie om een bevoegdheid tot regelgeving oftewel de bevoegdheid om algemene rechtsregels vast te stellen. Het kan evenwel ook gaan om de bevoegdheid om bepaalde besluiten te nemen die betrekking hebben op individuele gevallen.

## Bevoegdheid tot delegatie in de Grondwet
De bevoegdheid tot delegatie is in de Grondwet als volgt bepaald. Staat bij een bepaald onderwerp dat het "bij wet" bepaald moet worden, of dat "de wet" het vaststelt, dan mag het uitsluitend bij formele wet vastgesteld worden en dus niet worden gedelegeerd. Er mag wel gedelegeerd worden in het geval dat:
- er staat "bij of krachtens de wet"
- er het woord "regels", "regelt", "stelt regels" of "geregeld" wordt gebruikt

Een tussengeval is artikel 104 Grondwet waar staat dat belastingen alleen geheven kunnen worden "uit kracht van een wet". Hieruit mogen we opmaken dat delegatie mogelijk is, maar slechts zeer beperkt.

## Delegatie in de formele wet en lagere regelingen
De regels voor formuleringen van delegatiebevoegdheid uit de Grondwet gelden niet voor formele wetten en lagere regelingen. De formele wetgever kan besluiten de regelgevende bevoegdheid op een bepaald gebied al of niet aan de regering of een decentraal orgaan te delegeren. Het delegatieverlof uit de Grondwet geeft niet de plicht om te delegeren. In het algemeen wordt gedelegeerd met de omschrijving: "Bij Algemene Maatregel van Bestuur wordt vastgesteld..." of "Bij Algemene Maatregel van Bestuur kunnen nadere regels worden gesteld omtrent..." of "Bij provinciale verordening kunnen nadere regels worden gesteld omtrent...".
Vergelijkbare formuleringen treft men aan in lagere regelingen.

## Toekenning subdelegatiebevoegdheid in de formele wet
Daarnaast kan de formele wetgever besluiten het lagere orgaan de mogelijkheid te geven zelf weer te delegeren. Deze speciale vorm van delegatie heet subdelegatie. Bij subdelegatie draagt een orgaan dat door delegatie bevoegd is geworden deze bevoegdheid op haar beurt over aan een ander orgaan dat de bevoegdheid onder eigen verantwoordelijkheid gaat uitoefenen.
In de formele wet moet hiertoe de bevoegdheid aanwezig zijn. Er staat dan niet: "bij Algemene Maatregel van Bestuur, maar "bij of krachtens Algemene Maatregel van Bestuur". In deze formulering wordt met "bij (...) Algemene Maatregel van Bestuur" bedoeld dat de regering bevoegdheid heeft iets bij Algemene Maatregel van Bestuur te regelen. Met "krachtens Algemene Maatregel van Bestuur" wordt bedoeld dat bij Algemene Maatregel van Bestuur een (deel van de) bevoegdheid kan worden gesubdelegeerd aan een lager orgaan. Hetgeen het lager orgaan (bijvoorbeeld een minister) in een lagere regeling (bijvoorbeeld een ministeriële regeling) vervolgens vaststelt op grond van deze subdelegatie, geldt dan immers "krachtens" de hogere AMvB.

## Gelding
Delegatie van de regelgevende bevoegdheid geldt alleen voor zover deze is bepaald bij de delegatie en zover deze (sub)delegatie wettelijk mogelijk is.
Er geldt daarbij zowel een beperking wat betreft de omvang van de bevoegdheid als wat betreft de doelcriteria van die bevoegdheid. Als een minister bijvoorbeeld in een AMVB de bevoegdheid krijgt om bij ministeriële regeling in het belang van de volksgezondheid eisen te stellen aan de verkoop en opslag van vleesproducten, dan kan op grond van deze bevoegdheid geen eisen stellen aan slagers die niets met vlees te maken hebben, en evenmin eisen stellen met betrekking tot de verkoop en opslag van vleesproducten die niets met de volksgezondheid te maken hebben. Wanneer de minister bijvoorbeeld zou besluiten dat bepaald vlees niet verkocht mag worden omdat de teelt van de betreffende dieren slecht is voor het milieu, dan gaat hij de grenzen van de gedelegeerde bevoegdheid tot regelgeving te buiten en is zijn besluit derhalve onverbindend.
In de Nederlandse jurisprudentie is een aantal voorbeelden te vinden waarin de rechter heeft geoordeeld dat door een bestuursorgaan ten onrechte een delegatie was verstrekt of te ruim gebruikgemaakt was van een gedelegeerde bevoegdheid regelgeving of besluitvorming.
Voorbeelden: Vuurwerkarrest 1957, Fluorideringsarrest 1973, Jodiumhoudend broodzout-arrest 1984.

## Voor- en nadelen
Delegatie is een antwoord op het probleem dat de regering en de Staten-Generaal de tijd en de deskundigheid missen om ten aanzien van álle onderwerpen van publiek belang wetten te maken.
Nadeel is dat de democratische controle veel indirecter verloopt, omdat de op grond van delegatie vastgestelde algemeen verbindende voorschriften de volksvertegenwoordigers niet hoeven te passeren.

## Beperkte vormen van delegatie
Er zijn enkele constructies om nadelen van delegatie te beperken.

### Gecontroleerde delegatie
Bij gecontroleerde delegatie bepaalt de wet dat de regering de Staten-Generaal van een voorgenomen of vastgestelde Algemene Maatregel van Bestuur op de hoogte dient te brengen. Vervolgens kan het parlement zijn gebruikelijke controlerende functie uitoefenen.

### Tijdelijke delegatie
Bij tijdelijke delegatie bepaalt de wet dat de Algemene Maatregel van Bestuur hooguit een tijdelijk karakter kan hebben. De regering moet binnen een bepaalde termijn een wetsvoorstel indienen. Ofwel de nieuwe wet vervangt vervolgens de Algemene Maatregel van Bestuur, ofwel deze wordt ingetrokken. Voorbeeld: Bijkomende maatregelen in verband met de Wet verhoging AOW- en pensioenrichtleeftijd.

### Voorwaardelijke delegatie
De voorwaardelijke delegatie betreft een zogenaamde voorhangprocedure. Hierbij wordt door het parlement een zekere bevoegdheid verleend met betrekking tot de bepaling van wat wel en wat niet bij Algemene Maatregel van Bestuur kan worden voorzien. Het parlement bezit een vetorecht waarmee ze de delegatiebevoegdheid kunnen beëindigen.

### Delegatie onder het vereiste van goedkeuring bij wet
Delegatie onder het vereiste van goedkeuring bij wet houdt in dat de algemene maatregel van bestuur bij wet dient te worden bekrachtigd.